# Đánh bom Homs tháng 2 năm 2016
Vào ngày 21 tháng 2 năm 2016, hai chiếc xe chở bom phát nổ tại khu vực sinh sống của người Alawite ở al-Zahra tại thành phố Homs, Syria. Vụ nổ làm ít nhất 57 người thiệt mạng và làm bị thương hơn 100 người. Vụ khủng bố xảy ra vào buổi sáng Chủ nhật bận rộn ở phố Sixtieth. Số nạn nhân tử vong ban đầu là 34, nhưng liên tục tăng lên do số người bị trọng thương quá nhiều. Theo chính phủ Syria, những kẻ khủng bố nhắm vào học sinh đang đi đến trường và những nhân viên chính phủ đang trên đường đi làm. Nhiều phương tiện cũng như những toà nhà xung quanh bị phá huỷ. Vụ nổ còn nhằm vào những người ủng hộ quân chính phủ khi quân chính phủ vừa dành lại những địa điểm quan trọng. Nhà nước Hồi giáo Iraq và Levant đã đứng ra nhận trách nhiệm cho vụ khủng bố. Một vụ đánh bom vào tháng 1 năm 2016 đã làm 22 dân thường thiệt mạng.